# Xenophallus umbratilis
Xenophallus umbratilis är en fiskart som först beskrevs av Meek 1912.  Xenophallus umbratilis ingår i släktet Xenophallus och familjen Poeciliidae. Inga underarter finns listade i Catalogue of Life.